# Rieslaner

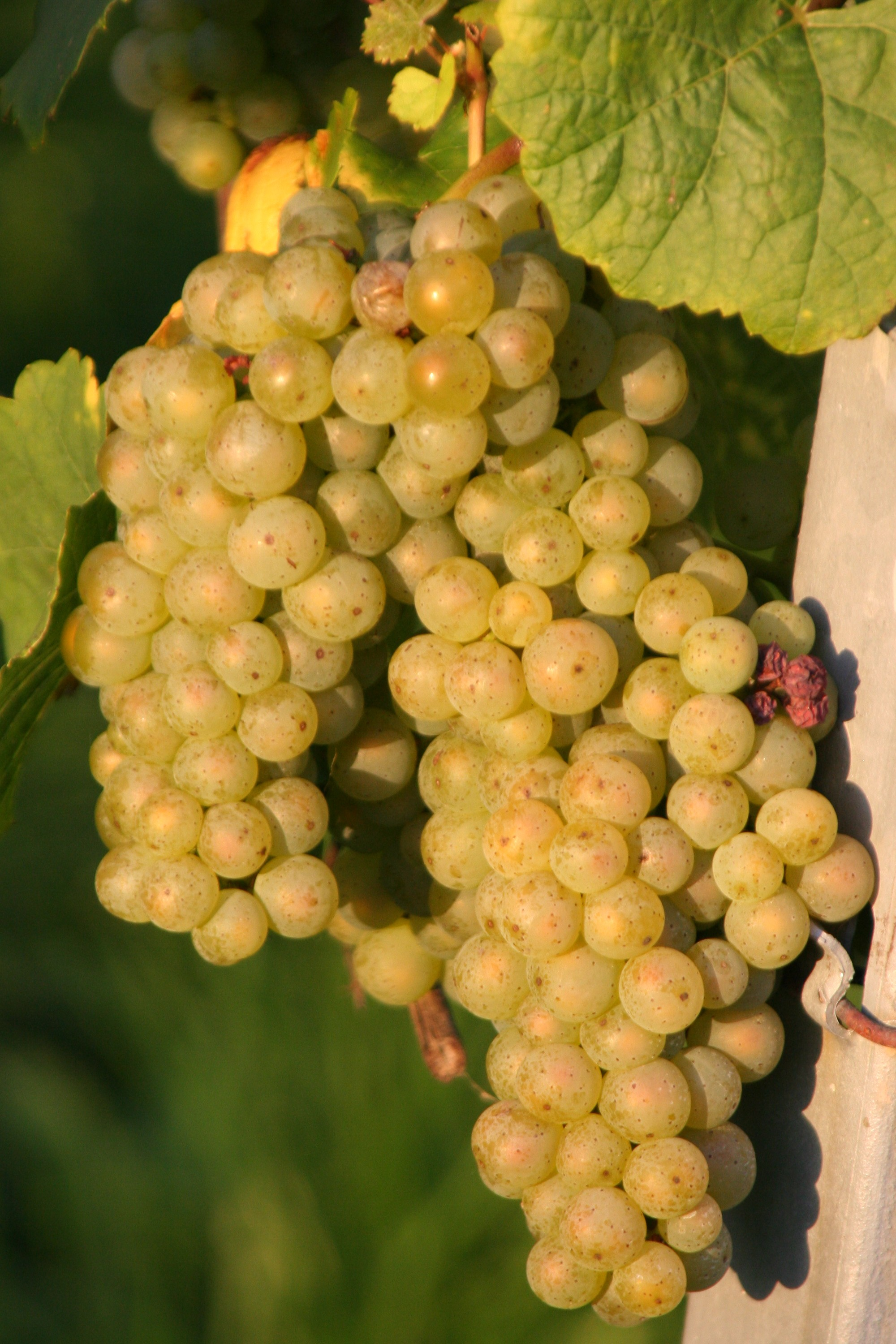
Rieslaner

Rieslaner ist eine Weißweinsorte. Es handelt sich bei der Neuzüchtung um eine Kreuzung zwischen Riesling und Silvaner aus dem Jahre 1921, die an der Bayerischen Landesanstalt für Weinbau und Gartenbau in Veitshöchheim bei Würzburg von August Ziegler gezüchtet wurde; ein Weinfass im Weinkeller der Würzburger Residenz erinnert an den Forscher. Nach den Wirren des Zweiten Weltkriegs wurde die Sorte im Jahr 1950 von dem „Rebenzüchter aus Leidenschaft“ Hans Breider wiederentdeckt. Er war es, der durch seinen vehementen Einsatz dafür sorgte, dass der Rieslaner verbreitet angepflanzt wurde. Der Eintrag in die Sortenliste erfolgte im Jahr 1957. 1968 wurde er für den Anbau in Franken und der Pfalz freigegeben. Mittlerweile konnten die Angaben des Züchters zu den Kreuzungseltern durch DNA-Analyse bestätigt werden.
Auch heute noch wird der Rieslaner hauptsächlich in Franken (Fürstlich Castell’sches Domänenamt, Weingut Geiger und Söhne, Bürgerspital-Weingut, Juliusspital-Weingut, Weingut Kirch, Weingut Reiss, Trockene Schmitts, Weingut Alois Martin, Weingut Arnold, Weingut Luckert) angebaut, daneben aber auch in der Pfalz (Weingut Probsthof Neustadt-Haardt, Weingut Weegmüller, Weingut Müller-Catoir, Weingut Lothar Hagenbuch, Weingut Bernhard Koch).
Der Rieslaner neigt zu hohem Säuregehalt, deswegen wird er in normalen Jahren oft nur als Spät- oder Auslese angeboten, kann aber in besonders guten Jahren mit einem sonnenreichen Herbst oft schon in der Qualitätsstufe Kabinett außergewöhnlich gute Weine hervorbringen. Die Frucht erinnert im Geruch und Geschmack manchmal an Zitrusfrüchte, bei höherer Qualität häufig an Maracuja, bei vollständig ausgereiftem bis überreifem Lesegut an Pfirsich, Mango bis hin zur Kaktusfrucht und Kiwano.
Aufgrund seiner präsenten Säure wird der Rieslaner gerne als Sektgrundwein verwendet. Der Rieslaner diente als Kreuzungspartner der Neuzüchtungen Albalonga und Fontanara. Bei der Optima ist die Frage aber noch offen. Die Forschungsanstalt in Geisenheim gibt keine Hinweise auf den Rieslaner, sondern auf eine nicht näher ausgewiesene Riesling x Silvaner-Kreuzung. Lange Zeit galt auch die Sorte Mariensteiner als eine Kreuzung von Silvaner und Rieslaner. Diese Angaben von Hans Breider mussten in der Zwischenzeit korrigiert werden.
Siehe auch den Artikel Weinbau in Deutschland sowie die Liste von Rebsorten.
Synonyme: Mainriesling – ist aber ungebräuchlich
Abstammung: Silvaner x Riesling

## Ampelographische Sortenmerkmale
In der Ampelographie wird der Habitus folgendermaßen beschrieben:
- Die Triebspitze ist offen und spinnwebig behaart. Die bronzefarben Jungblätter sind nahezu unbehaart.
- Die mittelgroßen Blätter sind drei- bis fünflappig und kaum gebuchtet. Die Stielbucht ist V-förmig geschlossen. Das Blatt ist stumpf gezahnt, die Zähne sind im Vergleich zu anderen Rebsorten mittelweit gesetzt.
- Die kegelförmige Traube ist mittelgroß, geschultert und dichtbeerig. Die rundlichen Beeren sind klein bis mittelgroß und von grüngelber Farbe. Die saftige Beeren haben einen neutralen Geschmack.

Die Rebsorte reift ca. 15–20 Tage nach dem Gutedel und gilt somit im internationalen Vergleich fast noch als früh reifend. In den deutschen Anbaugebieten zählt sie hingegen zu den spätreifenden Sorten.
Die Sorte ist kaum anfällig für den Echten Mehltau und den Falschen Mehltau und neigt kaum zur Verrieselung. In feuchten Jahren werden die Beeren häufig von der Rohfäule befallen. Darüber hinaus ist die Sorte anfällig für Stiellähme. Im Falle einer Infektion mit der durch Fadenwürmer übertragenen Reisigkrankheit ist der Ernteausfall stärker als im Mittel verglichen mit anderen Rebsorten.

## Verbreitung
Die Rebflächen in Deutschland verteilen sich wie folgt auf die einzelnen Anbaugebiete:
| Weinbaugebiet          | Rebfläche (Hektar) |
| Ahr                    | -                  |
| Baden                  | 1                  |
| Franken                | 42                 |
| Hessische Bergstraße   | -                  |
| Mittelrhein            | -                  |
| Mosel                  | unter 0,5          |
| Nahe                   | unter 0,5          |
| Pfalz                  | 37                 |
| Rheingau               | 1                  |
| Rheinhessen            | 4                  |
| Saale-Unstrut          | -                  |
| Sachsen                | unter 0,5          |
| Württemberg            | unter 0,5          |
| TOTAL Deutschland 2007 | 85                 |

Quelle: Rebflächenstatistik vom 13. März 2008, Statistisches Bundesamt, Wiesbaden 2008 in Beschreibende Sortenliste des Bundessortenamtes 2008, S. 198 ff.